# Esquirol gegant de l'Índia
L'esquirol gegant de l'Índia (Ratufa indica) és una espècie de rosegador de la família dels esciúrids. És endèmic de l'Índia. Es tracta d'un animal diürn i arborícola. Els seus hàbitats naturals són els boscos humits tropicals, ja siguin perennifolis o semiperennifolis, així com els boscos caducifolis humits. Està amenaçat per la caça i la destrucció del seu entorn.